# 錫比拉
錫比拉（法語：Sibila），是馬里的城鎮，位於該國中部，由塞古區的塞古省負責管轄，面積280平方公里，海拔高度279米，2009年人口19,185，人口密度每平方公里69人。